# Stade Jules Deschaseaux
Stade Jules Deschaseaux is een stadion in Le Havre, Frankrijk. In het stadion kunnen 16.400 toeschouwers. In 1938 werd het stadion gebruikt voor het Wereldkampioenschap voetbal 1938. Een van de wedstrijden is te zien op de afbeelding (Nederland tegen Tsjecho-Slowakije). 
Le Havre AC speelde tot 2012 zijn thuiswedstrijden hier. Zij zijn daarna gaan spelen in Stade Océane.

## WK Interland

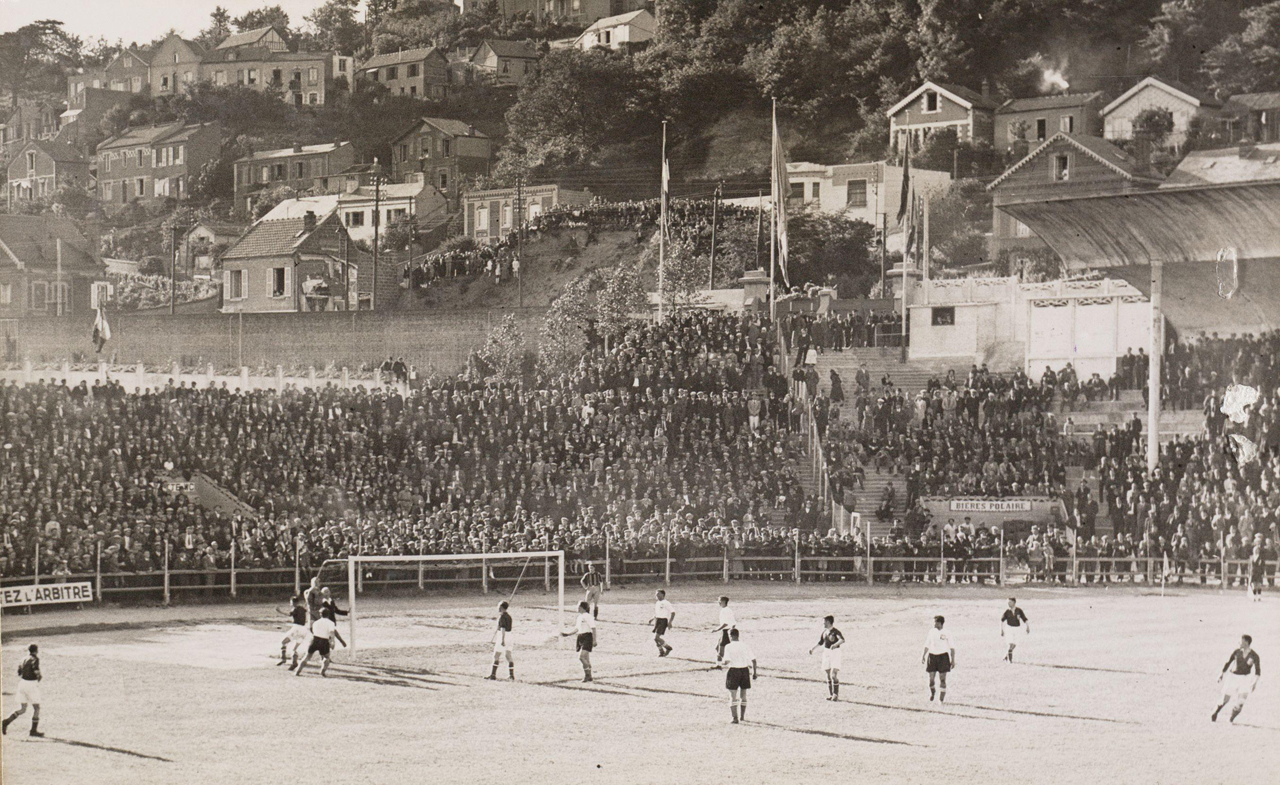
Nederland tegen Tsjecho-Slowakije

| № | Datum       | Wedstrijd                     | Uitslag | Competitie       | Toeschouwers |
| - | ----------- | ----------------------------- | ------- | ---------------- | ------------ |
| 1 | 5 juni 1938 | Tsjecho-Slowakije – Nederland | 3 – 0   | WK 1938 1e ronde | 11.000       |

Stade du Fort Carré (Antibes) · Stade Vélodrome (Marseille) · Stade Municipal (Le Havre) · Stade Victor Boucquey (Lille) · Stade olympique Yves-du-Manoir (Parijs) · Parc des Princes (Parijs) · Stade Auguste-Delaune (Reims) · Stade de la Meinau (Straatsburg) · Parc Lescure (Bordeaux) · Stade Chapou (Toulouse)